# Bernd Klug
Bernd Klug (12 de dezembro de 1914 - 15 de junho de 1975) foi um oficial alemão que serviu na Kriegsmarine durante a Segunda Guerra Mundial. Foi condecorado com a Cruz de Cavaleiro da Cruz de Ferro com Folhas de Carvalho.

## Condecorações
| Condecoração por Longo tempo de serviço na Wehrmacht 4ª Classe   | 31 de março de 1937    |
| Cruz Espanhola em Bronze sem Espadas                             | 6 de junho de 1939     |
| Medalha dos Sudetos                                              | 1 de setembro de 1939  |
| Distintivo de Feridos (1939) em Preto                            | 25 de abril de 1940    |
| Ordem da Cruz da Liberdade 4ª Classe                             | 10 de julho de 1941    |
| Distintivo de Guerra Schnellboot                                 | 16 de dezembro de 1940 |
| Distintivo de Guerra Schnellboot com Diamantes                   | 1 de janeiro de 1944   |
| Cruz de Ferro (1939) 2ª Classe                                   | 10 de abril de 1940    |
| Cruz de Ferro (1939) 1ª Classe                                   | 7 de agosto de 1940    |
| Cruz de Cavaleiro da Cruz de Ferro                               | 12 de março de 1941    |
| Cruz de Cavaleiro da Cruz de Ferro com Folhas de Carvalho nº 361 | 1 de janeiro de 1944   |
| Mencionado na Wehrmachtbericht                                   | 28 de abril de 1944    |
| Ordem Nacional da Legião de Honra                                | 1960                   |